# SMART-L

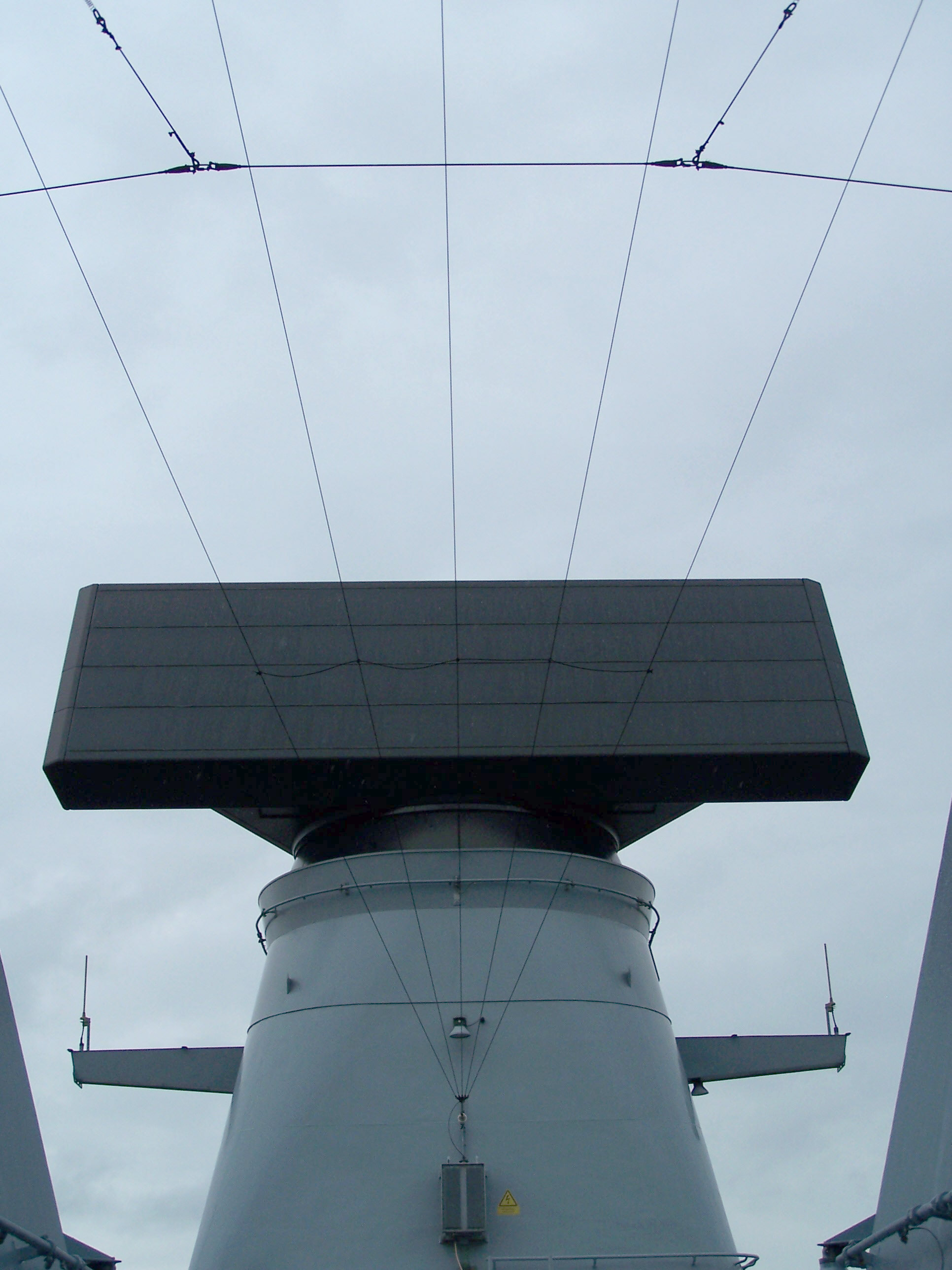
SMART-L an Bord der Hessen

Das SMART-L (Signaal  Multibeam Acquisition Radar for Tracking, L-Band) ist ein rotierendes Weitbereichsradar mit Phased-Array-Antenne des ehemaligen niederländischen Herstellers Hollandse Signaalapparaten (Signaal), jetzt Thales Naval Nederland. Das im Höhenwinkel passiv phasengesteuerte Radar wurde explizit dafür entwickelt, Tarnkappenflugzeuge zu orten.
Das SMART-L basiert auf der SMART-Familie, genauer formuliert dem SMART-S Mk2. Allerdings wurden nur die Abmessungen für die starre, radarsignaturoptimierte Antennenfläche übernommen und die Antennenmasse von etwa 1000 kg. Das SMART-L verwendet eine tiefere Frequenz und eine andere Anordnung der Antennenelemente. Die Koninklijke Marine vergab am 24. Juli 1991 den Entwicklungs- und Produktionsvertrag, ab September 1995 begannen die Tests. Die erste Einsatzplattform ist seit 2002 die De-Zeven-Provinciën-Klasse.
Inzwischen ist mit dem S1850M eine verbesserte Version mit höherer Sendeleistung verfügbar, die erstmals 2008 auf der Horizon-Klasse eingesetzt wurde. Beide Modelle wurden auch exportiert.

## Technik

### Allgemein

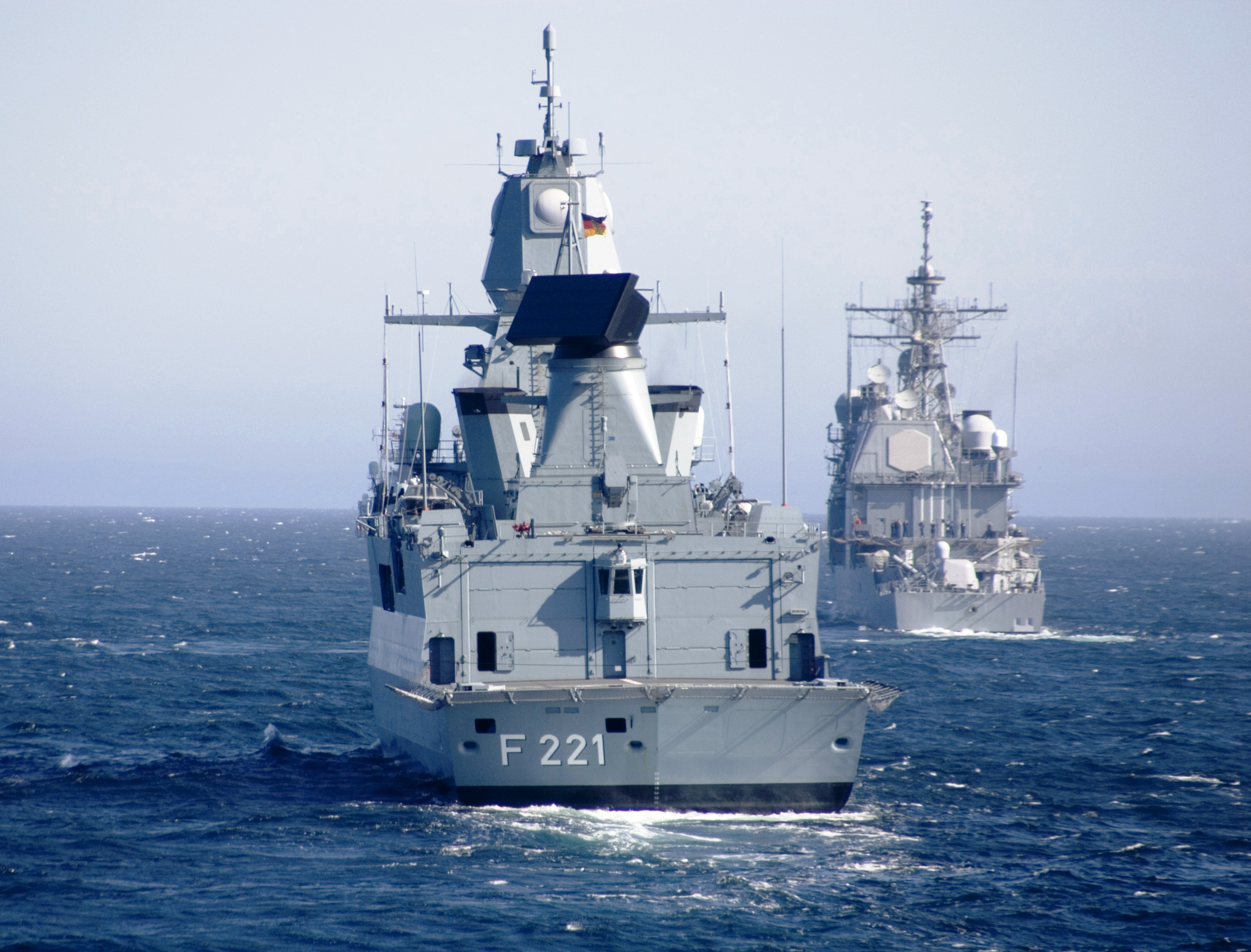
F221 Hessen der Marine mit dem SMART-L-Radar (die schwarze rechteckige Antenne im Vordergrund)

Die Antenne mit den Abmessungen von 8,2 × 4 m besteht aus 24 übereinander gestapelten Reihen von Empfangsmodulen. Die Zahl der Module pro Reihe kann beim SMART-L aus schlecht aufgelösten Bildern zu 49 bestimmt werden. Davon können 16 Reihen sowohl senden als auch empfangen, die restlichen nur empfangen. Das Radar verwendet zum Senden den zirpenden D-Band (1–2 GHz) Solid-State-Transmitter (D-SSTX) des LW-09-Radars. Das Transmittermodul aus 16 parallel geschalteten Einheiten erzeugt eine Spitzenleistung von 4 kW, welche anschließend in 32 Leistungsverstärkermodulen auf 100 kW Pulsleistung verstärkt wird. Diese Systeme befinden sich im Decksaufbau unter dem Radar; das Signal gelangt dann durch einen Wellenleiter zur Antenne. Dort wird es über digitale Phasenschieber abgestrahlt. Durch die Phasensteuerung der Sendeenergie wird sowohl die vertikale Strahlschwenkung als auch eine Antennenstabilisierung erreicht. Der Öffnungswinkel beträgt im Normalbetrieb im Azimut 2,2°. Im Burn-Through-Modus wird die Energie stärker fokussiert, nach Quellenlage soll der Öffnungswinkel dann 8° betragen. Das SMART-L sendet ausschließlich mit mittleren Pulswiederholraten.
Die Signale aller 24 Eingangsreihen durchlaufen das Phasennetzwerk, jede Reihe wird dabei mit Hilfe eines akustischen Oberflächenwellen-Filters heruntergemischt und pulskomprimiert, und dann durch einen Analog-Digital-Umsetzer mit 12 Bit und 20 MHz digitalisiert. Der Datenstrom wird dann auf ein optisches Signal aufmoduliert, und über einen optischen Drehübertrager in optische Empfänger geleitet. Hier werden die Daten einer schnellen Fourier-Transformation unterzogen, um digital beamforming zu ermöglichen. Diese erzeugt eine Staffelung von 14 verschiedenen virtuellen Signalkeulen im Bereich von 0 bis 70°, die parallel in 24 Empfangskanälen verarbeitet werden, für jede Reihe einen. Ferner werden zwei weitere virtuelle Signalkeulen unter dem Horizont erzeugt. Die Signalkeulen besitzen einen Öffnungswinkel von 6–6,5°, um das Ziel einem von 14 Höhenwinkeln zuzuordnen. Um eine exakte Bestimmung des Höhenwinkels der Ziele zu ermöglichen, werden die Ergebnisse zwischen den Signalkeulen interpoliert. Der Elevationswinkel kann so auf 1 bis 3 mrad (0,06° bis 0,17°) genau bestimmt werden. Da die Antenne nur mit 12/min um ihre Hochachse rotiert aber sonst starr ist, wird das Rollen und Stampfen elektronisch ausgeglichen.

### Signalverarbeitung

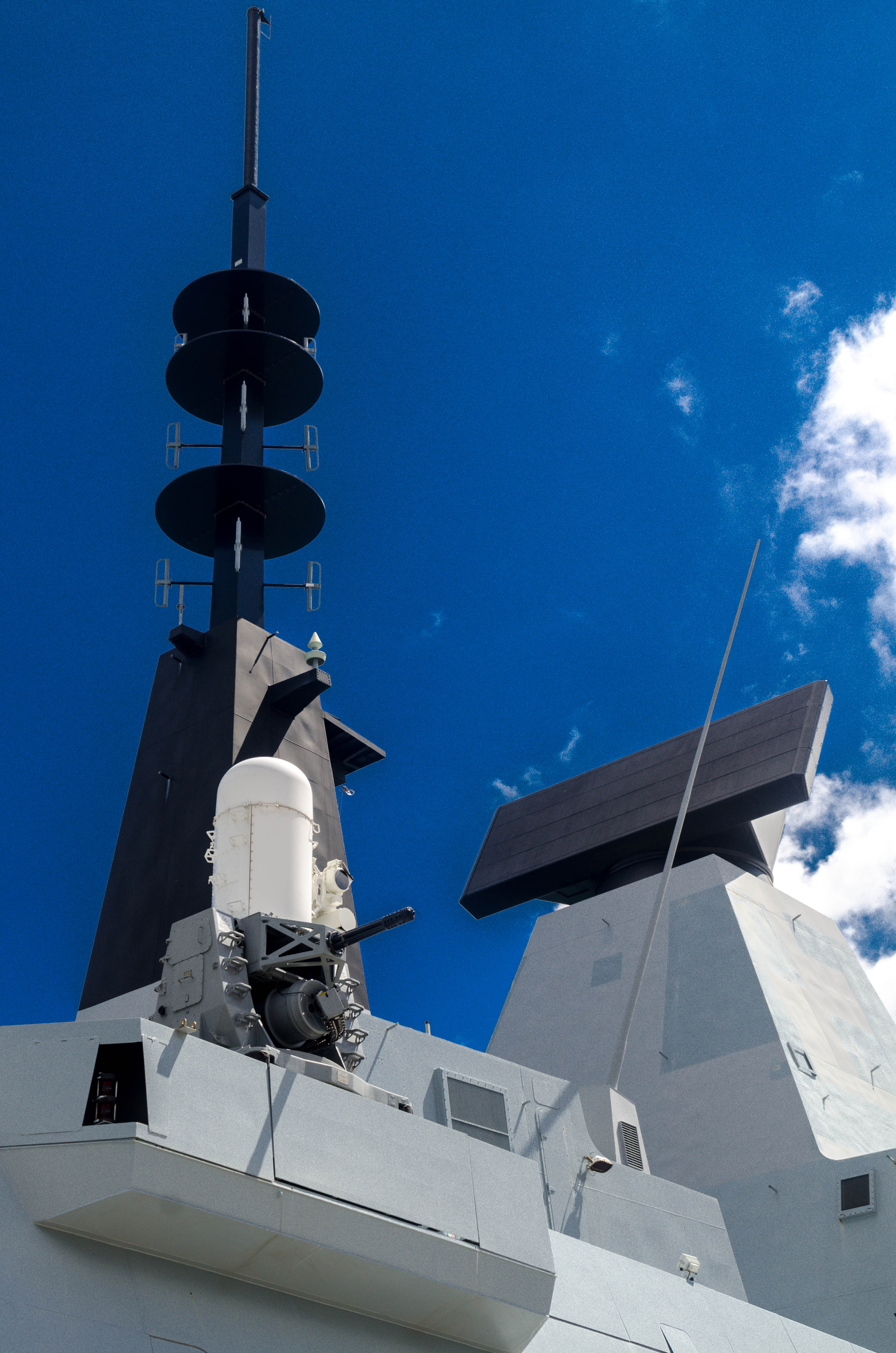
Die Daring-Klasse ist mit dem moderneren S1850M ausgerüstet.

Die gleichzeitige Beobachtung des gesamten Elevationsbereiches sorgt zusammen mit den mittleren Pulswiederholraten dafür, dass die Beleuchtungszeit ausreicht, um alle Ziele mit ausreichender radialer Geschwindigkeitskomponente bis zur maximalen angezeigten Reichweite zu entdecken, ohne dass Lücken im Sichtfeld entstehen. Die elektronisch erzeugte Richtcharakteristik entspricht dabei etwa einem Cosecans²-Diagramm. Das Radar erstellt beim Suchen eine Clutter- und Jammerkarte, um Ziele mit einer Radarrückstrahlfläche von weit unter 0,1 m² erfassen und verfolgen zu können. Dabei werden Radarpulse vom Horizont aus aufsteigend ohne Moving Target Indication ausgewertet, und das erste Echo für die Clutterkarte verwendet. In Winkeln ohne oder mit nur geringem Clutter wird eine Doppler-Filterbank eingesetzt, um Ziele mit einer Radialgeschwindigkeit von null zu entdecken. Ferner wird eine Jammerkarte erstellt, Details dazu wurden nicht bekannt gegeben. Denkbar ist, dass die Störer identifiziert und angepeilt werden sowie eine Entfernungsschätzung durchgeführt wird. Das Radar wählt stets die am wenigsten gestörte Frequenz aus. Der Einfluss von EloGM kann reduziert werden, indem die Signalverarbeitung durch Adaptive Nulling Nullstellen ins Antennendiagramm setzt, um Störer auszublenden.
Um Tiefflieger besser entdecken zu können, wird ein Mehrwegempfang durch das Empfangen von Signalen unter den Horizont angewandt. Wird ein Flugziel vom Radarstrahl getroffen, so wird ein Teil der Radarenergie durch die Formgebung des Luftzieles in Richtung Boden reflektiert. Trifft sie auf den Boden (Erde oder Wasseroberfläche) und gelangt dann durch Reflexion oder diffuse Streuung in die Antenne, kann die Signalverarbeitung diese Informationen zur Bestimmung der Zielposition verwenden. Dazu werden die beiden virtuellen Signalkeulen unter dem Horizont sowie zwei darüber verwendet, um die Ergebnisse der vier Keulen zu korrelieren, damit die Fluktuation des Elevationswinkels durch den Mehrwegempfang herausgerechnet werden kann.
Die Leistungsfähigkeit des Radars stellt hohe Anforderungen an die Signalverarbeitung: Da das SMART-L Stealth-Ziele orten soll, ist die Antenne so empfindlich, dass praktisch jedes Radarecho eine Dopplerverschiebung enthält. Dazu kommt das Problem, dass neben den Stördaten auch überwiegend Vögel auf große Entfernung geortet werden. Um eine Überlastung des Plotextraktors durch Falschziele zu vermeiden, können 1000 Luftziele, 100 Oberflächenziele und 32 Störsender gleichzeitig verfolgt werden. Die Zielkorrelation zu Tracks erfolgt von Scan zu Scan über die Entfernung und Radialgeschwindigkeit des Kontaktes durch Multiple Hypothesis Tracking (MHT). Gebiete, in denen Geschwindigkeit und Entfernung nicht gemessen werden kann (wegen Clutter, EloGM), werden dabei berücksichtigt. Der MHT-Filter errechnet alle plausiblen Flugspuren auf Basis der Kontakte, die wahrscheinlichsten Hypothesen werden an das Kampfsystem des Schiffes weitergeben.
Sind Zielposition und -kurs bestimmt, kann eine Freund-Feind-Erkennung nach STANAG 4182 durchgeführt werden. Da diese auch im L-Band stattfindet, ist keine separate Antenne nötig. Fällt die Freund-Feind-Erkennung negativ aus, kann das SMART-L durch nichtkooperative Zielidentifizierung den Typ des Luftziels bestimmen. Details dazu werden nicht angegeben, allerdings wurden auf NATO-Ebene auch L-Band-Daten für High Range Resolution (HRR) gesammelt. Eine Verwendung von Inverse Synthetic Aperture Radar (ISAR) scheitert an der rotierenden Antenne. Das SMART-L wurde als Hands-off-System mit (im Prinzip) nur einem Betriebsmodus entwickelt, in der Praxis gibt es aber drei wählbare Modi:
- Local Area: Anti-Stealth-Modus, mit geringer Sendeleistung in Bodennähe, und maximaler Sendeleistung in höheren Elevationswinkeln.
- Long Range: Modus für konventionelle Ziele, mit hoher Sendeleistung in Bodennähe wgn. Streuverlusten bei Mehrwegempfang, und geringer Sendeleistung in höheren Elevationswinkeln.
- Burn Through: ECCM-Modus, die maximal verfügbare Radarenergie wird stärker fokussiert, um die größtmögliche Effektive Strahlungsleistung zu erreichen.

Langfristig soll noch ein Ballistic Missile Defense Modus integriert werden, das Antennendiagramm dürfte dann nach oben gerichtet werden. Das Radar kann seine Emissionen auch in bestimmten Sektoren reduzieren, um eine Entdeckung zu vermeiden.

### Reichweite

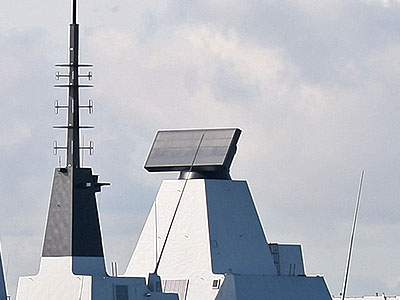
S1850M auf der HMS Daring (D32)

Thales gab auf der European Radar Conference (EuRAD) 2004 eine Burn-Through-Reichweite von 280 km gegen ein Kampfflugzeug unter Rauschstörungen an, und 225 km gegen Tiefflieger in derselben Lage. Die Größe des Radarquerschnitts, und das Ausmaß an Störenergie wurden nicht veröffentlicht. Laut Signaal kann das SMART-L ein Ziel mit einem Radarquerschnitt (RCS) von 0,001 m² auf 65 km orten. Durch die Radargleichung ergibt sich somit:
- 0,001 m² auf 65 km
- 0,01 m² auf 116 km
- 0,1 m² auf 206 km
- 1 m² auf 366 km

Das S1850M hat eine um 7 % höhere Reichweite, siehe unten. Bei diesen auf den ersten Blick unspektakulären Werten muss allerdings berücksichtigt werden, dass Hersteller und Apologeten von Tarnkappentechnik nur den kleinsten RCS eines Fluggerätes angeben, bei optimalem Winkel und Frequenz. Die F-117 hatte frontal bspw. einen RCS von 0,025 m² im X-Band (8–12 GHz). Bei niedrigen Frequenzen (lange Wellenlänge) werden radarabsorbierende Materialien und Formgebung zunehmend wirkungslos. Durch Messungen an Modellen konnte Deutsche Aerospace für die F-117 frontal einen Radarquerschnitt von 6–10 dBsm (4–10 m²) im VHF-Band, und etwa 6 dBsm (4 m²) im UHF-Band bestimmen. Im L-Band wurden etwa -6 dBsm (0,25 m²) von vorne gemessen.

## Varianten
- SMART-L: Standardversion wie oben beschrieben. Die angezeigte Reichweite beträgt 400 km[2] und wurde durch das Extended Long Range (ELR) Software-Update auf 480 km erhöht, um ballistische Raketen früher erkennen zu können.[8] 2007 unterzeichnete die Rüstungsbeschaffungsbehörde der Niederlande mit Thales einen Vertrag, wonach die angezeigte Reichweite auf 1000 km erhöht werden soll, und das Radar zu Abwehr ballistischer Raketen optimiert wird.[9]
- S1850M: Von BAE Systems und Thales verbesserte Version mit der ursprünglichen Bezeichnung Smartello. Der L-Band Solid-State-Transmitter wurde vom Marconi Martello übernommen,[10] welcher mit 132 kW etwas leistungsstärker ist.[11] Durch die Radargleichung kann so eine um 7 % größere Reichweite errechnet werden. Der Rest ist identisch mit dem SMART-L.

## Nutzer

### An Land
Niederlande: Die Koninklijke Luchtmacht nutzt für das Control and Reporting Centre Nieuw-Milligen zwei SMART-L, eines seit 2020/2021 abgesetzt bei Wier, Gemeinde Waadhoeke in der Provinz Friesland, und eines auf der Air Operations Control Station Nieuw-Milligen in Nieuw-Milligen, Provinz Gelderland.

### Schiffe
| Land                   | Bild                  | Klasse                     | Typ                         | Indienstnahme des ersten Schiffs | Anzahl | Verdrängung | Länge    | Bemerkungen                                                          |
| ---------------------- | --------------------- | -------------------------- | --------------------------- | -------------------------------- | ------ | ----------- | -------- | -------------------------------------------------------------------- |
| Niederlande            | Evertsen (F805)       | De-Zeven-Provinciën-Klasse | Fregatte                    | 2002                             | 4      | 6.050 t     | 144 m    | Basiert auf der Trilateral Frigate Cooperation                       |
| Deutschland            | Sachsen (F 219)       | F124                       | Fregatte                    | 2004                             | 3      | 5.690 t     | 143 m    | Basiert auf der Trilateral Frigate Cooperation                       |
| Südkorea               | Dokdo (LPH 6111)      | Dokdo-Klasse               | Amphibisches Angriffsschiff | 2007                             | 1      | 18.800 t    | 199 m    | Lediglich das Typschiff Dokdo verfügt über eine SMART-L Radaranlage. |
| Frankreich/ Italien    | Forbin (D 620)        | Horizon-Klasse             | Zerstörer                   | 2007                             | 4      | 7.050 t     | 152,87 m | Nutzung der Variante S1850M                                          |
| Vereinigtes Königreich | HMS Dauntless         | Daring-Klasse              | Zerstörer                   | 2009                             | 6      | 7.350 t     | 152,4 m  | Nutzung der Variante S1850M                                          |
| Dänemark               | Iver Huitfeldt (F361) | Iver-Huitfeldt-Klasse      | Fregatte                    | 2012                             | 3      | 5.850 t     | 139 m    |                                                                      |
| Vereinigtes Königreich | Skizze                | Queen-Elizabeth-Klasse     | Flugzeugträger              | 2017                             | 2      | 70.000 t    | 284 m    | Nutzung der Variante S1850M                                          |